# Арлев
Арлев (швед. Arlöv швед. вимова: [ˈɑ̌ːɭœv]) — адміністративний центр муніципалітету Бурлев, лену Сконе, Швеція. Статистично не визначається як окрема місцевість, але є частиною суміжного міста Мальме, 5 км на північний схід від центру Мальме.
З 344 000 жителів Мальме 10 666 (на 2015 рік). проживають в Арлеві. Однак у 1950-х роках відбулося громадське голосування, яке раз і назавжди вирішило, що муніципалітет Бурлев ніколи не буде частиною Мальме.

## Огляд
Арлев відомий своєю цукровою промисловістю Sockerbolaget AB (належить данській компанії Danisco). Місто також було домом для AB Svenska Järnvägsverkstäderna (Шведський залізничний завод) або ASJ, який у 1970-х роках також виробляв кілька марок автомобілів SAAB, зокрема Saab Sonett II та III. Церква Арлев датується 1900 роком і має неоготичний стиль.
Місто поділено на дві половини Södra stambanan і має залізничну станцію Бурлев на півночі міста. Поруч із ним розташований великий торговий центр Burlöv Center і промислове селище Арлев.

## Історія
Село розвивалося як промислове поселення навколо цукрового заводу, заснованого у 1869 році, який сьогодні належить концерну Nordic Sugar. У 1899—1958 роках Арлев мав статус муніципального самхалле у складі муніципалітету Бурлев.

## Топоніміка
Топоніми на -löv належать до найдавнішого шару топонімів і всі вони походять із дохристиянських часів.

Значення -löv або -lev, як його зазвичай називають у сучасній Данії, означає «спадок, спадщина». Вперше Арлев згадується в середині XII століття, як Арлеуе. Раніше вважалося, що префікс є чоловічим іменем Аре, а назва місця тоді означатиме «те, що Аре залишив у спадок». До цього дня закінчення все ще має незрозуміле тлумачення, але, згідно з останніми дослідженнями, найбільш імовірним є похідне від давньосхідноскандинавського спорідненого до давньозахідноскандинавського ǫrð, 'урожай'..